# Symons (achternaam)
Symons is een Nederlandstalige familienaam die vooral in Vlaanderen door mensen gedragen wordt. Het is een patroniem uit de voornaam Symon, wat een variant is op de naam Simon. In België waren er in 2008 zo'n 1100 mensen met de naam Symons, in Nederland waren er in het jaar 2007 zo'n 85 mensen met deze naam. Een variant is Sijmons, deze komt in België minder voor dan Symons, in Nederland is de situatie omgekeerd.